# Kungsgården Uranienborg

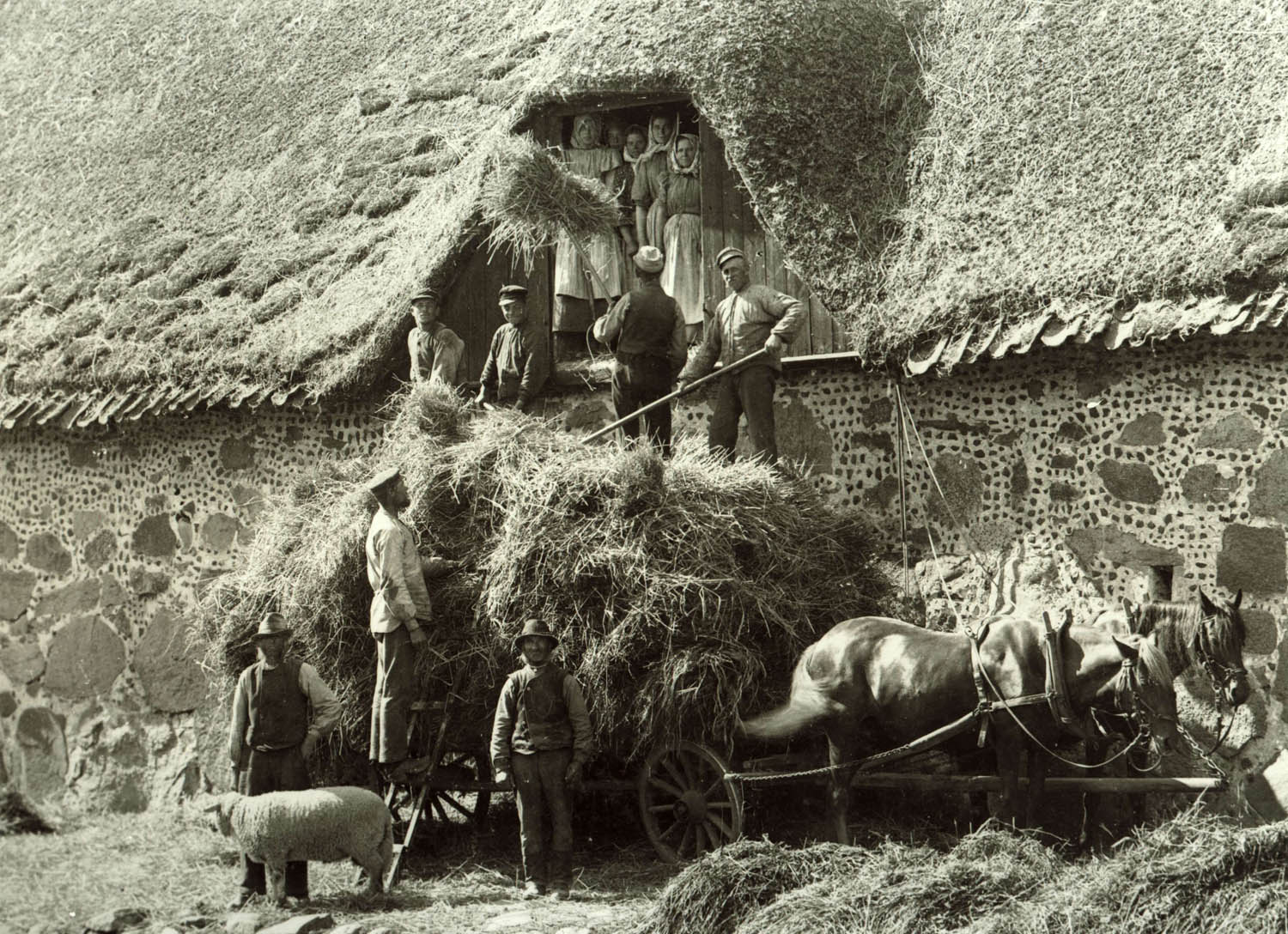
Sädeskärvar hivas upp på skullen till den gamla ekonomibyggnaden av Uranienborgs kungsgård (1899). Foto från Nordiska museet.

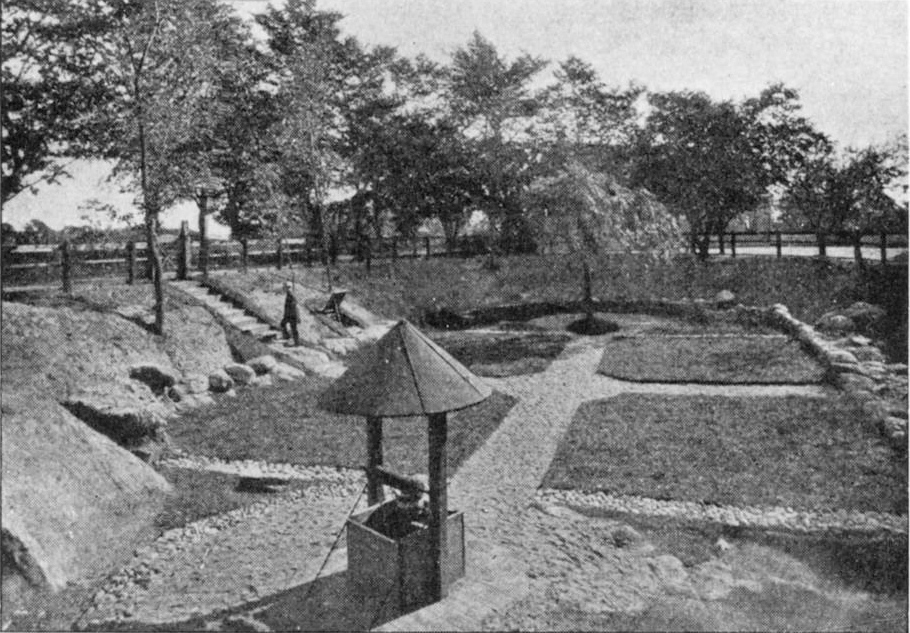
Tegel från den rivna Kungsgården användes till en skyddsmur runt ruinen av Uraniborg. Här på ett fotografi från 1942.

Kungsgården Uranienborg ligger på Ven och byggdes istället för Uraniborg och Stjärneborg. Gården fick därför namnet Uranienborg. Denna kungsgård revs 1825 och dess tegel användes till en skyddsmur runt lämningarna efter Tycho Brahes byggnadsverk. År 1900 restes en ny bostadsbyggnad på Kungsgården i oscariansk stil.
Kungsgården är ett statligt byggnadsminne sedan den 6 maj 1993.

## Historik
Kungsgården utgör huvuddelen av Tycho Brahes forna egendom, som han erhöll i förläning av kung Fredrik II för att anlägga ett observatorium för sina astronomiska studier. Huvudbyggnaden ligger i omedelbar anslutning till platsen för Uraniborgs slott och observatoriet Stjärneborg samt delar av ekonomibyggnaderna, som kan härröra från Tycho Brahes tid.

## Bakgrund
År 1576 gavs Ven till astronomen Tycho Brahe. Han byggde i rask takt slottet Uraniborg, observatorieanläggningen Stjärneborg med astronomiska instrument och en pappersmölla. Pappersmöllan var ett pappersbruk, som drevs av vattenkraft. Efter 20 år på Ven tvingades Tycho Brahe lämna ön på grund av sina personliga dispyter med medlemmar av det danska riksrådet. Han dog fyra år senare i Prag. När Brahe lämnat Ven plundrades byggnaderna på kungsgården snabbt av lokalbefolkningen och kungsgårdens efterträdare. Pappersmöllan och en smedja revs senare för att användas som material vid reparation av kungsgårdens byggnader.

## Karen Andersdatters tid
År 1616 fick Christian den IV:s mätress, Karen Andersdatter, Ven som förläning. Hon lät riva Uraniborg och Stjärneborg för att i stället uppföra en ståtlig byggnad i senrenässansstil. När denna byggnad var färdig kom Kungsgården att kallas för Uranienborg. Detta hus revs 1825, teglet användes till en skyddsmur runt lämningarna efter Tycho Brahes byggnadsverk. Inte förrän år 1900 byggdes en ny ståndsmässig bostad på Kungsgården. Byggnaden är fortfarande bostad för arrendatorn av kungsgården.

## Tiden efter freden i Roskilde
Vid freden i Roskilde 1658 tillföll Skåne Sverige. Under de följande skånska krigen vandaliseras byggnaderna på kungsgården svårt av danska trupper. När Danmark tagit tillbaka Ven för en kort tid under Stora nordiska kriget undersökte man byggnaderna noggrant och påbörjade restaurering, men sedan lämnades ön åter över till Sverige. Runt 1750 startades ett stort restaureringsarbete av gården. Arbetet utfördes av den dåvarande arrendatorn Petter Lannerstierna och hans arvingar. Tack vare denna insats slapp de att betala arrende under åtta år.

## Beskrivning
År 1900 uppfördes Kungsgårdens huvudbyggnad av tegel i en våning med inredd vindsvåning under rödmålat plåttak med valmade gavelspetsar. Uthus och bostadslänga består av två stenbyggnader, som sammanbyggts med en tegeldel, där de äldsta delarna möjligen kan härröra från 1500-talet. De sammanbyggdes troligen 1863 och återuppfördes efter en brand 1917. Uthuslänga, ladugård med mera, av sten och tegel under tegeltak ombyggdes 1856 och efter branden 1917. De äldsta delarna kan möjligen härröra från 1500-talet.